# Phillip Leuluai

a Compétitions nationales et continentales officielles uniquement.

b Matchs officiels uniquement.
Phillip Leuluai est un joueur néo-zélandais de rugby à XIII évoluant au poste de pilier.

## Biographie
Phillip Leuluai fait partie d'une grande famille de joueur de rugby à XIII.
Son frère James Leuluai a évolué dans les années 80 au Hull FC
Ses neveux sont Thomas Leuluai qui joue aux Wigan Warriors et Macgraff Leuluai à Widnes
Kylie Leuluai jouant à Leeds club de Super League

Phillip Leuluai a la particularité d'avoir évolué dans plusieurs équipes nationales, l'équipe des Samoa de rugby à XIII en 2008 et 2009 en raison de ses origines.
Il jouera également pour l'équipe de Nouvelle-Zélande A lors d'une tournée en 2002 aux États-Unis et en France. Durant cette tournée, il jouera face à son actuel entraineur Aurélien Cologni, alors en équipe de France.

## Palmares
- Champion de France 2011
- Coupe de France 2011